# Zäckericker Loose
Zäckericker Loose ist ein Ortsteil der amtsangehörigen Gemeinde Oderaue im Landkreis Märkisch-Oderland. Oderaue wird vom Amt Barnim-Oderbruch verwaltet.
Zäckericker Loose liegt 14 Kilometer nordöstlich von Wriezen direkt an der Oder. Es ist ein Ortsteil der Gemeinde Oderaue mit den bewohnten Gemeindeteilen Zäckericker Loose und Zollbrücke.

## Geschichte
Zäckericker Loose wurde 1755 nach der Trockenlegung des Oderbruchs als Ausbausiedlung des Nachbardorfes Zäckerick gegründet. Der Namensbestandteil Loose ist eine im Oderbruch ortsübliche Bezeichnung für eine außerhalb der Ortsgrenzen gelegene Wohnsiedlung (siehe Ausbau). 1754/55 baute man eine Brücke im Ortsteil Zollbrücke, diese wurde 1805 durch eine Fähre ersetzt. Im Jahre 1767 brannte das Dorf zur Hälfte ab. 1830 wurde die Windmühle errichtet.
Gegen Ende des Zweiten Weltkrieges war das Gebiet um Zäckericker Loose ab Februar 1945 Kampfgebiet. Bis Kriegsende war Zäckericker Loose ein Ortsteil der Gemeinde Zäckerick, danach wurde der Ort eigenständig, da der Gemeindehauptort Zäckerick durch die Festlegung der Oder-Neiße-Grenze zu Polen kam. Danach siedelten sich Vertriebene aus den nun polnisch verwalteten ostdeutschen Gebieten an. So wohnten 1946 391 Einwohner im Ort. 1955 wurde die LPG Typ III, „Thomas Mann“ gegründet.
Am 26. Oktober 2003 fusionierte Zäckericker Loose mit fünf weiteren Gemeinden zu der neuen Gemeinde Oderaue.

## Baudenkmale
Ein Haus in Zäckericker Loose steht unter Denkmalschutz.
- Zäckericker Loose 11: Das Gehöft wurde um das Jahr 1860 angelegt, wahrscheinlich war es ein Vierseithof. Das Wohnhaus ist ein eingeschossiges Putzhaus mit Satteldach. Das linke Stallgebäude wurde 1862 erbaut, das rechte Stallgebäude um 1860.